# Estadio Felipe Giménez
El Estadio Felipe Giménez es un estadio de fútbol de Paraguay que se encuentra ubicado en la ciudad de Presidente Franco. En este escenario, que cuenta con capacidad para 5000 personas, hace las veces de anfitrión el equipo de fútbol del Club Cerro Porteño PF.
Debe su nombre en honor a uno de sus miembros fundadores y primer presidente de la institución azulgrana, Felipe Giménez, quien además donara el terreno donde actualmente se asienta el recinto. Anteriormente, entre 2003 y 2012 el coliseo se denominaba Juan Eudes Pereira.
En la temporada 2018 se realizaron algunas mejoras en el estadio, entre ellas la renovación del sistema de regadío del campo de juego.